# Hae-no-iwa
Hae-no-iwa (japanisch はえの岩 ‚Südwindfelsen‘) sind zwei benachbarte und bis zu 2586 m hohe Felsvorsprünge im ostantarktischen Königin-Maud-Land. Im Königin-Fabiola-Gebirge ragen sie 5 km südöstlich des Mount Fukushima auf.
Japanische Wissenschaftler nahmen 1969 Vermessungen und 1979 ihre Benennung vor.